# Breakcore
Breakcore je podvrsta hardcore techna i vrsta EDM-a koja se većinom prepušta u prijelascima snažnog ritma (Amen break) i njihovim nepredvidljivim kombinacijama, dekonstrukcijama i rekonstrukcijama cijele dobe.
Sadrži provokativne (ponižavajuće) veze prema drugim glazbenim stilovima, pogotovo discu i popu, ali je neprepoznatljiv kada se u zanosu iskrivljuje s punkom. Sve to čini tako jeftinim koliko god je moguće, s najviše smisla za humor ili ironiju. Ali se ne može naći točno puno producenata koji su u posljednjih nekoliko godina nastojali zavladati ovom vrstom glazbe. Svi ti ishodi mogu dovesti do znanja kako je breakcore najslobodniji stil glazbe. Daljnja ispitivanja vjerojatno bi rekla kako breakcore zapravo i nije stil glazbe zbog perverzije glazbene strategije, pobune, izrugivanja sporazumima kulture i djeluje samodostatno neuništavajuće parazitski prema komercijalnim vrstama glazbe.

## Breakcore u Hrvatskoj
Breakcore scena u Hrvatskoj ne postoji, no jedini hrvatski predstavnici breakcore glazbe su Disbreakz i HeadHunt3r.